# Титано-магнієва промисловість України

## Історія
В Україні виробництво титану почато з 1956 року на Дніпровському титано-магнієвому заводі (з 1971 року Запорізький титано-магнієвий комбінат).
У 1958—1960 роках введено потужності на Іршанському гірничо-збагачувальному комбінаті; у 1961 році — на Верхньодніпровському гірничо-металургійному комбінаті.

## Титанова промисловість
Україна є значним виробником титану на світовому ринку. Вона посідає 8 місце у світі за запасами ільменіту, мінералу, з якого видобувають титан. Це становить 20 % усіх світових запасів. Станом на 2004 рік запаси українського ільменіту становлять 5,9 мільйонів тон. Окрім того, лише Україна, Китай і США мають повний цикл виробництва титанового прокату.
Всього в Україні розвідано 40 родовищ, з яких 12 детально розвідано і розпочато промислове видобування. Титанові (ільменітові) концентрати одержує Іршанський гірничо-збагачувальний комбінат у Житомирській області та Вільногірський державний гірничо-металургійний комбінат у Дніпропетровській області. Їх спільна потужність становить майже 20 % світового випуску ільменітових концентратів і може повністю забезпечити потреби України та вигідний експорт. Розвіданими запасами титанових руд обидва комбінати забезпечені на далеку перспективу. Разом з тим існує проблема дефіциту руд із свіжим ільменітом, з якого можна отримувати високоякісні та конкурентоспроможні пігменти за технологією діючих сірчанокислотних виробництв у Сумах та в Криму. Запаси таких руд в Україні пов'язані, в основному, з великим Стремигородським корінним родовищем, та меншим за розмірами Федоровським родовищем. Експлуатація цих родовищ дасть змогу одночасно отримувати дефіцитний апатитовий концентрат, а також рідкісні землі у апатитовому концентраті, ванадій та скандій — в ільменітовому. Поряд з титаном, вилученим з ільменітових і рутилових концентратів, передбачається також вилучення ванадію.
Основні запаси титану в Україні належать до великих розсипних родовищ — Малишевського (Дніпропетровська область) та Іршанського (Житомирська область). Значні запаси зосереджені в Стремигородському родовищі на Житомирщині, але воно поки перебуває в стадії проектування. Титан використовується в пігментній промисловості (96 %), машинобудуванні (3 %) та електродній промисловості (1 %). Понад 80 % продукції експортується до Росії та країн пострадянського простору.
Готується до промислового освоєння Тростянецьке розсипне родовище ільменіту та Тарасівське розсипне родовище комплексних циркон-титанових руд у Київській області.
До титанової промисловості належать:
- видобуток та збагачення мінеральної сировини — Філія «Іршанський гірничо-збагачувальний комбінат» ПрАТ «Кримський Титан», Філія «Вільногірський гірничо-металургійний комбінат» ПрАТ «Кримський Титан», ТОВ «Валки-Ільменіт», ТОВ «Міжріченський ГЗК», ТОВ «ВКФ Велта» та ТОВ «Демурінський ГЗК»;
- виробництво пігменту діоксиду титану — ВАТ «Сумихімпром» (40 тисяч Мт/рік), ПрАТ «Кримський Титан» (70 тисяч Мт/рік)
- виробництво титанової губки — ДП «Запорізький титано-магнієвий комбінат»

В Україні виробляється до 1 млн т титановмістних концентратів на рік. Але основний їх обсяг йде на експорт до Росії. Причина проста — в країні немає ні достатніх потужностей в титановому виробництві, ні значного внутрішнього споживання. Тому Україна експортує концентрат і напівфабрикати, а також продукцію з невисокою доданою вартістю: титанові шлак і губку, діоксид титану.
При цьому в Україні є вертикально інтегрований титановий холдинг. Group DF належать або контролюються сировинні й виробничі активи. Утім, вони мають застаріле обладнання та складний юридичний статус.
Ситуацію могла б змінити приватизація Об'єднаної гірничо-хімічної компанії (ОГХК), якби державі вдалося залучити іноземного стратегічного інвестора. Однак питання інтересу нерезидентів залишається відкритим.

## Магнієва промисловість
Перший магнієвий завод в Україні відкрито у Калуському виробничому об'єднанні «Хлорвініл».